# シンザン記念
シンザン記念（シンザンきねん）は、日本中央競馬会（JRA）が京都競馬場で施行する中央競馬の重賞競走（GIII）である。競馬番組表での名称は「日刊スポーツ賞 シンザン記念（にっかんスポーツしょう シンザンきねん）」と表記している。
競走名の「シンザン」は1964年に日本競馬史上2頭目の三冠（皐月賞・東京優駿・菊花賞）制覇を達成、翌年も天皇賞（秋）と有馬記念を優勝し「五冠馬」と呼ばれている。 1984年に顕彰馬に選出されたことを称え、京都競馬場には銅像が建立されている。
正賞は日刊スポーツ新聞社賞。

## 概要

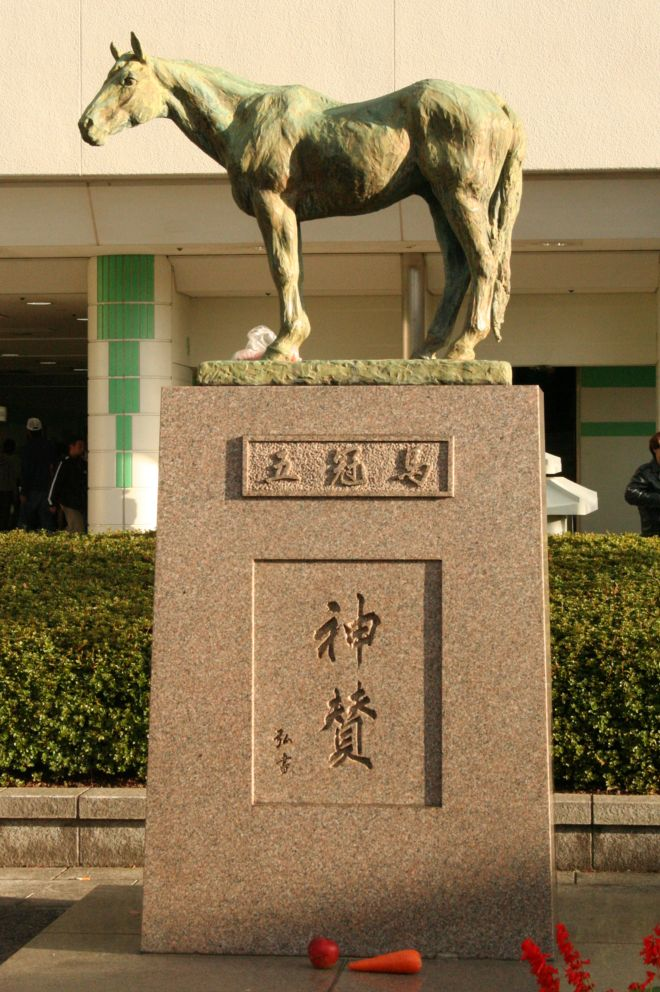
シンザン像（京都競馬場）

本競走はシンザンを記念し、1967年に4歳（現3歳）馬限定の重賞として創設された。創設以来、1980年と1994年に阪神競馬場、2021年から2023年及び2025年に中京競馬場で施行された（後述）以外は、京都競馬場・芝1600m（外回り）で変わらず行われている。
外国産馬は1995年から、地方競馬所属馬は1996年からそれぞれ出走可能になったほか、2009年からは外国馬も出走可能な国際競走になった。
シンザンの血を持つ馬は、初年度産駒のシンザンホマレ（4着）や、1971年のシングン（2着）、2015年のレンイングランド（5着）らが出走したが、これまでに勝利した馬はいない。
本競走の創設にあたり、中京馬主協会はシンザンの馬主であった橋元幸吉が所属していたこともあり中京競馬場での施行を希望していたが、日本中央競馬会は京都競馬場で施行することを決め、代わりに中京大賞典が創設された。なお、実際に本競走は2021年からの3年間は京都競馬場整備工事、及び2025年は阪神競馬場リフレッシュ工事に伴う開催日程の変更により中京競馬場で施行されている。

### 競走条件
以下の内容は、2025年現在のもの。
出走資格：サラ系3歳
- JRA所属馬
- 地方競馬所属馬（認定馬のみ、2頭まで）
- 外国調教馬（優先出走）
- 負担重量：馬齢重量（57kg、牝馬2kg減）

### 賞金
2025年の1着賞金は4100万円で、以下2着1600万円、3着1000万円、4着620万円、5着410万円。

## 歴史
- 1967年 - 4歳馬による重賞競走「シンザン記念」として創設[5]。
- 1974年 - 名称を「日刊スポーツ賞 シンザン記念」に変更[5]。
- 1984年 - グレード制施行によりGIII[注 2]に格付け。
- 1995年 - 混合競走に指定、外国産馬が出走可能になる[5]。
- 1996年 - 特別指定交流競走に指定、地方所属馬が2頭まで出走可能となる[5]。
- 2001年 - 馬齢表示を国際基準へ変更したことに伴い、出走条件を「3歳」に変更。
- 2007年 - 日本のパートI国昇格により、格付表記をJpnIIIに変更[5]。
- 2009年
  - 国際競走に指定され、外国馬が8頭まで出走可能となる[5]。
  - 格付表記をGIII（国際格付）に変更[5]。
- 2015年 
  - 出走可能頭数を18頭に拡大。
  - 外国馬の出走枠を9頭に変更。
- 2021年 - 京都競馬場の整備工事に伴い、中京競馬場で施行[9][10]。このため、出走可能頭数が16頭に変更される（2022年・2023年も同様）。
- 2024年 - 負担重量を馬齢重量に変更。
- 2025年 - 阪神競馬場のリフレッシュ工事に伴う開催日割の変更に伴い、中京競馬場で施行[11]。このため、出走可能頭数が16頭に変更される。

### 歴代優勝馬
距離はすべて芝コース。
優勝馬の馬齢は、2000年以前も現行表記に揃えている。
| 回数   | 施行日        | 競馬場 | 距離  | 優勝馬             | 性齢 | タイム | 優勝騎手   | 管理調教師 | 馬主                                     |
| ------ | ------------- | ------ | ----- | ------------------ | ---- | ------ | ---------- | ---------- | ---------------------------------------- |
| 第1回  | 1967年1月15日 | 京都   | 1600m | タイギヨウ         | 牡3  | 1:39.0 | 武邦彦     | 武平三     | 中山芳雄                                 |
| 第2回  | 1968年1月15日 | 京都   | 1600m | ヒカリオー         | 牡3  | 1:41.0 | 領家政蔵   | 田中好雄   | 松本市三郎                               |
| 第3回  | 1969年1月15日 | 京都   | 1600m | ファインハピー     | 牝3  | 1:38.8 | 簗田善則   | 坪重兵衛   | 吉田久博                                 |
| 第4回  | 1970年1月15日 | 京都   | 1600m | ハイプリンス       | 牡3  | 1:36.9 | 高橋成忠   | 佐藤勇     | 吉嶺一徳                                 |
| 第5回  | 1971年1月24日 | 京都   | 1600m | フイドール         | 牡3  | 1:42.3 | 松本善登   | 武田文吾   | 小原菊枝                                 |
| 第6回  | 1972年1月23日 | 京都   | 1600m | シンモエダケ       | 牝3  | 1:38.5 | 藤岡範士   | 田之上勲   | 久保光吉                                 |
| 第7回  | 1973年1月14日 | 京都   | 1600m | ディクタボーイ     | 牡3  | 1:38.8 | 柴田政見   | 布施正     | 今井重雄                                 |
| 第8回  | 1974年1月13日 | 京都   | 1600m | ナニワライト       | 牡3  | 1:37.0 | 清水英次   | 荻野光男   | 西田アヤ                                 |
| 第9回  | 1975年1月12日 | 京都   | 1600m | エリモジョージ     | 牡3  | 1:38.4 | 福永洋一   | 大久保正陽 | 山本慎一                                 |
| 第10回 | 1976年1月11日 | 京都   | 1600m | バンブトンシェード | 牡3  | 1:39.3 | 久保敏文   | 伊藤修司   | 樋口正蔵                                 |
| 第11回 | 1977年1月16日 | 京都   | 1600m | テンザンサクラ     | 牡3  | 1:38.1 | 河内洋     | 松永善晴   | 平野三郎                                 |
| 第12回 | 1978年1月15日 | 京都   | 1600m | ラブリトウショウ   | 牝3  | 1:37.0 | 小谷内秀夫 | 戸山為夫   | トウショウ産業（株）                     |
| 第13回 | 1979年1月14日 | 京都   | 1600m | テルノエイト       | 牡3  | 1:37.2 | 飯田明弘   | 清水久雄   | 中村照彦                                 |
| 第14回 | 1980年1月13日 | 阪神   | 1600m | ノトダイバー       | 牡3  | 1:38.4 | 加用正     | 北橋修二   | （有）能登                               |
| 第15回 | 1981年1月11日 | 京都   | 1600m | ヒロノワカコマ     | 牡3  | 1:35.8 | 河内洋     | 伊藤修司   | 伊藤裕子                                 |
| 第16回 | 1982年1月10日 | 京都   | 1600m | シルクテンザンオー | 牡3  | 1:36.8 | 伊藤清章   | 伊藤修司   | 中山信一                                 |
| 第17回 | 1983年1月9日  | 京都   | 1600m | メジロモンスニー   | 牡3  | 1:36.7 | 清水英次   | 大久保正陽 | メジロ商事（株）                         |
| 第18回 | 1984年1月15日 | 京都   | 1600m | キタヤマザクラ     | 牡3  | 1:36.3 | 小島貞博   | 戸山為夫   | 藤本龍也                                 |
| 第19回 | 1985年1月13日 | 京都   | 1600m | ライフタテヤマ     | 牡3  | 1:37.5 | 猿橋重利   | 安田伊佐夫 | 辻幸雄                                   |
| 第20回 | 1986年1月12日 | 京都   | 1600m | フレッシュボイス   | 牡3  | 1:37.3 | 古小路重男 | 境直行     | 円城和男                                 |
| 第21回 | 1987年1月11日 | 京都   | 1600m | ヤマニンアーデン   | 牡3  | 1:38.4 | 田島信行   | 池江泰郎   | 土井宏二                                 |
| 第22回 | 1988年1月10日 | 京都   | 1600m | ラガーブラック     | 牡3  | 1:37.2 | 村本善之   | 大久保正陽 | 奥村啓二                                 |
| 第23回 | 1989年1月15日 | 京都   | 1600m | ファンドリポポ     | 牝3  | 1:37.4 | 西浦勝一   | 夏村辰男   | 水戸富雄                                 |
| 第24回 | 1990年1月14日 | 京都   | 1600m | ニチドウサンダー   | 牡3  | 1:36.0 | 増井裕     | 白井寿昭   | 山田敏夫                                 |
| 第25回 | 1991年1月13日 | 京都   | 1600m | ミルフォードスルー | 牝3  | 1:35.7 | 河内洋     | 田中耕太郎 | 則武清司                                 |
| 第26回 | 1992年1月19日 | 京都   | 1600m | マヤノペトリュース | 牡3  | 1:35.8 | 田原成貴   | 坂口正大   | 田所祐                                   |
| 第27回 | 1993年1月17日 | 京都   | 1600m | アンバーライオン   | 牡3  | 1:35.9 | 田所秀孝   | 鹿戸幸治   | リボー（株）                             |
| 第28回 | 1994年1月16日 | 阪神   | 1600m | ナムラコクオー     | 牡3  | 1:36.8 | 上村洋行   | 野村彰彦   | 奈村信重                                 |
| 第29回 | 1995年1月15日 | 京都   | 1600m | メイショウテゾロ   | 牡3  | 1:34.5 | 上籠勝仁   | 星川薫     | 松本好雄                                 |
| 第30回 | 1996年1月14日 | 京都   | 1600m | ゼネラリスト       | 牡3  | 1:34.5 | 松永幹夫   | 山本正司   | マエコウファーム（有）                   |
| 第31回 | 1997年1月15日 | 京都   | 1600m | シーキングザパール | 牝3  | 1:34.6 | 武豊       | 佐々木晶三 | 植中倫子                                 |
| 第32回 | 1998年1月18日 | 京都   | 1600m | ダンツシリウス     | 牝3  | 1:36.8 | 四位洋文   | 山内研二   | 山元哲二                                 |
| 第33回 | 1999年1月17日 | 京都   | 1600m | フサイチエアデール | 牝3  | 1:34.6 | 武豊       | 松田国英   | 関口房朗                                 |
| 第34回 | 2000年1月9日  | 京都   | 1600m | ダイタクリーヴァ   | 牡3  | 1:35.4 | 高橋亮     | 橋口弘次郎 | （有）太陽ファーム                       |
| 第35回 | 2001年1月8日  | 京都   | 1600m | ダービーレグノ     | 牡3  | 1:35.4 | 幸英明     | 高橋成忠   | （株）ダービー社                         |
| 第36回 | 2002年1月14日 | 京都   | 1600m | タニノギムレット   | 牡3  | 1:34.8 | 武豊       | 松田国英   | 谷水雄三                                 |
| 第37回 | 2003年1月12日 | 京都   | 1600m | サイレントディール | 牡3  | 1:34.8 | 武豊       | 池江泰郎   | 金子真人                                 |
| 第38回 | 2004年1月12日 | 京都   | 1600m | グレイトジャーニー | 牡3  | 1:35.4 | 武豊       | 池江泰郎   | （有）ノースヒルズマネジメント           |
| 第39回 | 2005年1月10日 | 京都   | 1600m | ペールギュント     | 牡3  | 1:35.7 | 武豊       | 橋口弘次郎 | （有）サンデーレーシング                 |
| 第40回 | 2006年1月9日  | 京都   | 1600m | ゴウゴウキリシマ   | 牡3  | 1:34.4 | 石橋守     | 梅田康雄   | 西村新一郎                               |
| 第41回 | 2007年1月8日  | 京都   | 1600m | アドマイヤオーラ   | 牡3  | 1:35.1 | 岩田康誠   | 松田博資   | 近藤利一                                 |
| 第42回 | 2008年1月13日 | 京都   | 1600m | ドリームシグナル   | 牡3  | 1:35.4 | 岩田康誠   | 西園正都   | セゾンレースホース（株）                 |
| 第43回 | 2009年1月11日 | 京都   | 1600m | アントニオバローズ | 牡3  | 1:35.3 | 角田晃一   | 武田博     | 猪熊広次                                 |
| 第44回 | 2010年1月10日 | 京都   | 1600m | ガルボ             | 牡3  | 1:34.3 | 池添謙一   | 清水英克   | 石川一義                                 |
| 第45回 | 2011年1月9日  | 京都   | 1600m | レッドデイヴィス   | 騸3  | 1:34.0 | 浜中俊     | 音無秀孝   | （株）東京ホースレーシング               |
| 第46回 | 2012年1月8日  | 京都   | 1600m | ジェンティルドンナ | 牝3  | 1:34.3 | C.ルメール | 石坂正     | （有）サンデーレーシング                 |
| 第47回 | 2013年1月6日  | 京都   | 1600m | エーシントップ     | 牡3  | 1:34.3 | 浜中俊     | 西園正都   | （株）栄進堂                             |
| 第48回 | 2014年1月12日 | 京都   | 1600m | ミッキーアイル     | 牡3  | 1:33.8 | 浜中俊     | 音無秀孝   | 野田みづき                               |
| 第49回 | 2015年1月11日 | 京都   | 1600m | グァンチャーレ     | 牡3  | 1:34.8 | 武豊       | 北出成人   | 松本俊廣                                 |
| 第50回 | 2016年1月10日 | 京都   | 1600m | ロジクライ         | 牡3  | 1:34.1 | 浜中俊     | 須貝尚介   | 久米田正明                               |
| 第51回 | 2017年1月8日  | 京都   | 1600m | キョウヘイ         | 牡3  | 1:37.6 | 高倉稜     | 宮本博     | 瀬谷隆雄                                 |
| 第52回 | 2018年1月8日  | 京都   | 1600m | アーモンドアイ     | 牝3  | 1:37.1 | 戸崎圭太   | 国枝栄     | （有）シルクレーシング                   |
| 第53回 | 2019年1月6日  | 京都   | 1600m | ヴァルディゼール   | 牡3  | 1:35.7 | 北村友一   | 渡辺薫彦   | （株）G1レーシング                       |
| 第54回 | 2020年1月12日 | 京都   | 1600m | サンクテュエール   | 牝3  | 1:35.9 | C.ルメール | 藤沢和雄   | （有）キャロットファーム                 |
| 第55回 | 2021年1月10日 | 中京   | 1600m | ピクシーナイト     | 牡3  | 1:33.3 | 福永祐一   | 音無秀孝   | （有）シルクレーシング                   |
| 第56回 | 2022年1月9日  | 中京   | 1600m | マテンロウオリオン | 牡3  | 1:34.1 | 横山典弘   | 昆貢       | 寺田千代乃                               |
| 第57回 | 2023年1月8日  | 中京   | 1600m | ライトクオンタム   | 牝3  | 1:33.7 | 武豊       | 武幸四郎   | （有）社台レースホース                   |
| 第58回 | 2024年1月8日  | 京都   | 1600m | ノーブルロジャー   | 牡3  | 1:34.5 | 川田将雅   | 吉岡辰弥   | (株)ノルマンディーサラブレッドレーシング |
| 第59回 | 2025年1月13日 | 中京   | 1600m | リラエンブレム     | 牡3  | 1:34.6 | 浜中俊     | 武幸四郎   | (株)Gリビエール・レーシング              |